# فرودگاه نیو چیتوز
فرودگاه نیو چیتوز (به انگلیسی: New Chitose Airport) (به زبان بومی: Sapporo/New Chitose Airport) یک فرودگاه همگانی بین‌المللی مسافربری با کد یاتا CTS است که یک باند فرود آسفالت و بتن دارد و طول باند آن ۳۰۰۰ متر است. این فرودگاه در شهر ساپورو کشور ژاپن قرار دارد .

## شرکت‌های هواپیمایی و مقصدهای پروازی
The airport has a semicircular domestic terminal with eighteen gates, and a smaller international terminal with six gates.
Operating hours for international flights at CTS are restricted by the Japanese government in order to avoid interference with JASDF operations at the adjacent air base. As of April 2012, international flights are permitted on Tuesdays and Wednesdays from noon to 4 pm, and from 5 pm on Friday through 11:59 pm on Sunday.

### مسافری
| شرکت‌های هواپیمایی                   | مقصدهای پروازی |
| ----------------------------------- | --- |
| آئروفلوت اجرا توسط آورورا           | یوژنو-ساخالینسک |
| AirAsia Japan                       | چوبو سنترایر |
| ایرآسیا ایکس                        | کوالالامپور |
| Air Busan                           | گیمهی، دئگو |
| ایر چاینا                           | پکن |
| ایر دو                              | هیروشیما، کوبه، چوبو سنترایر، اوکایاما، سندای، هانه‌دا |
| آل نیپون ایرویز                     | اکیتا، ائوموری، فوکوئوکا، کوبه، چوبو سنترایر، نیئیگاتا، اوساکا، کانزای، سندای، شیزوکا، هانه‌دا، ناریتا فصلی: فوکوشیما، کوماتسو، ناها، ریشیری، تویاما، واکانای، هوکایدو |
| آل نیپون ایرویز اجرا توسط ANA Wings | هاکوداته، کوشیرو، ممانبتسو، ناکاشیبتسو، اوکوشیری، واکانای، هوکایدو |
| اژیا آتلانتیک ایرلاینز              | چارتر: سووارنابومی |
| آسیانا ایرلاینز                     | اینچئون |
| کاتای پاسیفیک                       | هنگ کنگ |
| چاینا ایرلاینز                      | گاوشیونگ، تائویوان تایوان |
| هواپیمایی شرقی چین                  | نانجینگ لوکو، شانگهای پودنگ |
| هواپیمایی جنوبی چین                 | چارتر فصلی: بایون گوآنگجو |
| ایستار جت                           | اینچئون |
| اوا ایر                             | تائویوان تایوان |
| Fuji Dream Airlines                 | ماتسوموتو، یاماگاتا |
| گارودا ایندونزیا                    | چارتر فصلی: انگوراه رای |
| هاینان ایرلاینز                     | چانگشا هوانگهوا، هانگجو ژیاشان |
| Hawaiian Airlines                   | بین الملی هونولولو |
| هنگ کنگ ایرلاینز                    | هنگ کنگ |
| خطوط هوایی ژاپن                     | فوکوئوکا، هیروشیما، چوبو سنترایر، اوساکا، کانزای، هانه‌دا، ناریتا |
| خطوط هوایی ژاپن اجرا توسط جی-ایر    | اکیتا، ائوموری، هاناماکی، ممانبتسو، نیئیگاتا، سندای فصلی: ایزومو، توکوشیما                                                                                            |
| ججو ایر                             | اینچئون |
| Jetstar Japan                       | چوبو سنترایر، کانزای، ناریتا |
| Jin Air                             | اینچئون |
| جونیائو ایرلاینز                    | شانگهای پودنگ |
| کورین ایر                           | گیمهی، اینچئون |
| Peach                               | فوکوئوکا (آغاز از ۲۴ سپتامبر ۲۰۱۷), کانزای، سندای (آغاز از ۲۴ سپتامبر ۲۰۱۷)، تائویوان تایوان (آغاز از ۲۴ سپتامبر ۲۰۱۷)                                                |
| Scoot                               | چانگی سنگاپور، تائویوان تایوان |
| سنگاپور ایرلاینز                    | فصلی: چانگی سنگاپور |
| Skymark Airlines                    | فوکوئوکا، ایباراکی، کوبه، چوبو سنترایر، هانه‌دا |
| اسپرینگ ایرلاینز                    | شانگهای پودنگ |
| Spring Airlines Japan               | ناریتا |
| تی وی ایرلاینز                      | اینچئون |
| تای ایرویز اینترنشنال               | سووارنابومی |
| تیانجین ایرلاینز                    | تیانجین بینهای |
| یونایتد ایرلاینز                    | انتونیو بی وان پت |
| Vanilla Air                         | ناریتا |